# Lystra striatula
Lystra striatula är en insektsart som först beskrevs av Fabricius 1794.  Lystra striatula ingår i släktet Lystra och familjen lyktstritar. Inga underarter finns listade i Catalogue of Life.